# Jüdische Gemeinde Vöhl

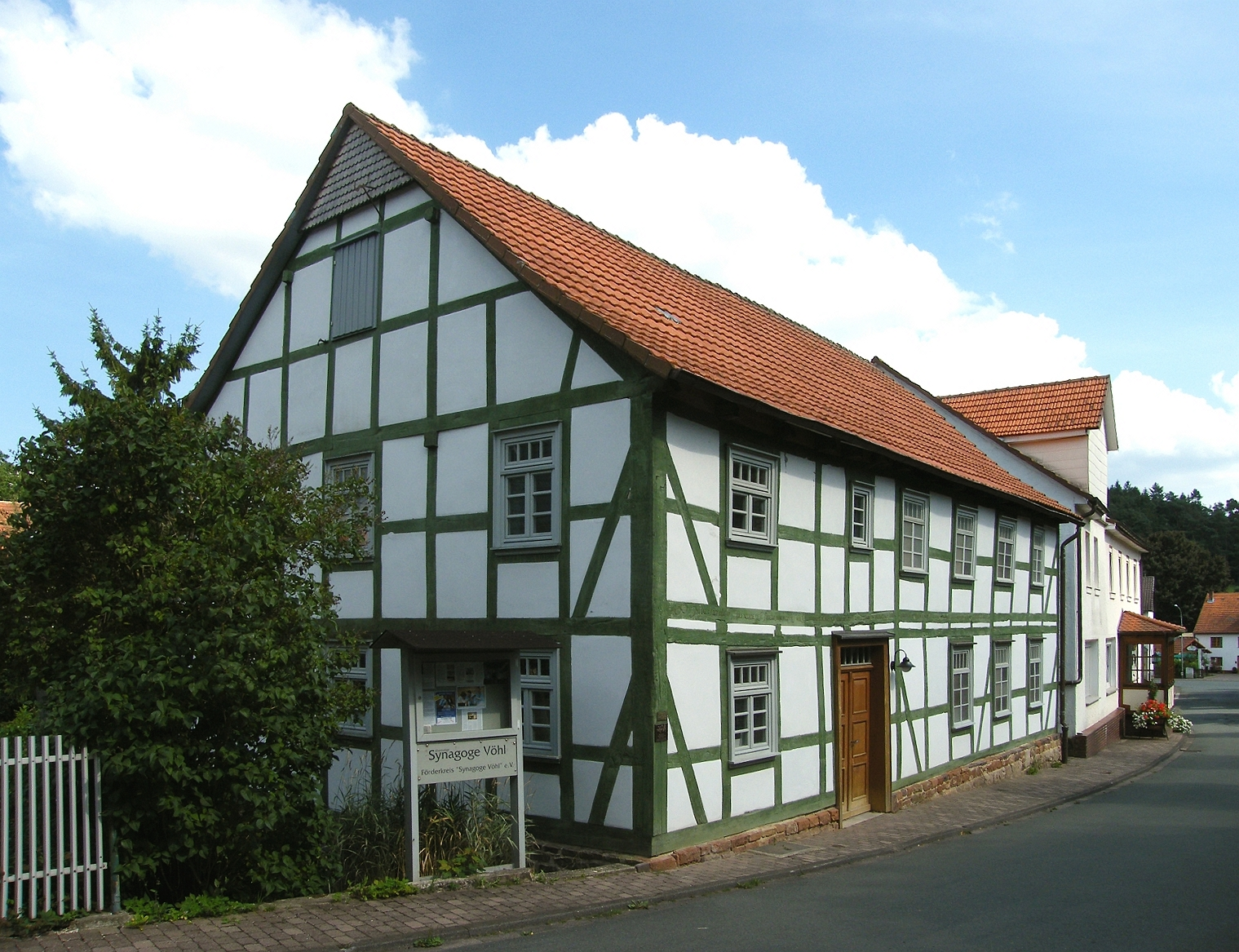
ehem. Synagoge in Vöhl

Die Jüdische Gemeinde Vöhl im Ortsteil Vöhl der Gemeinde Vöhl im nordhessischen Landkreis Waldeck-Frankenberg bestand vom 17. Jahrhundert bis zur Zeit des Nationalsozialismus.

## Gemeindeentwicklung
Die ersten jüdischen Einwohner wurden bereits 1682 beurkundet. Ein Häuserverzeichnis nennt 1705 acht jüdische Haus- und Grundbesitzer, was bei der damals typischen Familiengröße etwa 50 bis 60 Personen bedeuten mag. Um 1850 waren bis zu 20 % der etwa 600 Vöhler Einwohner jüdischen Glaubens. Ihre Häuser standen vornehmlich im Dreieck Mittelgasse – Arolser Straße – Basdorfer Straße.

## Synagoge

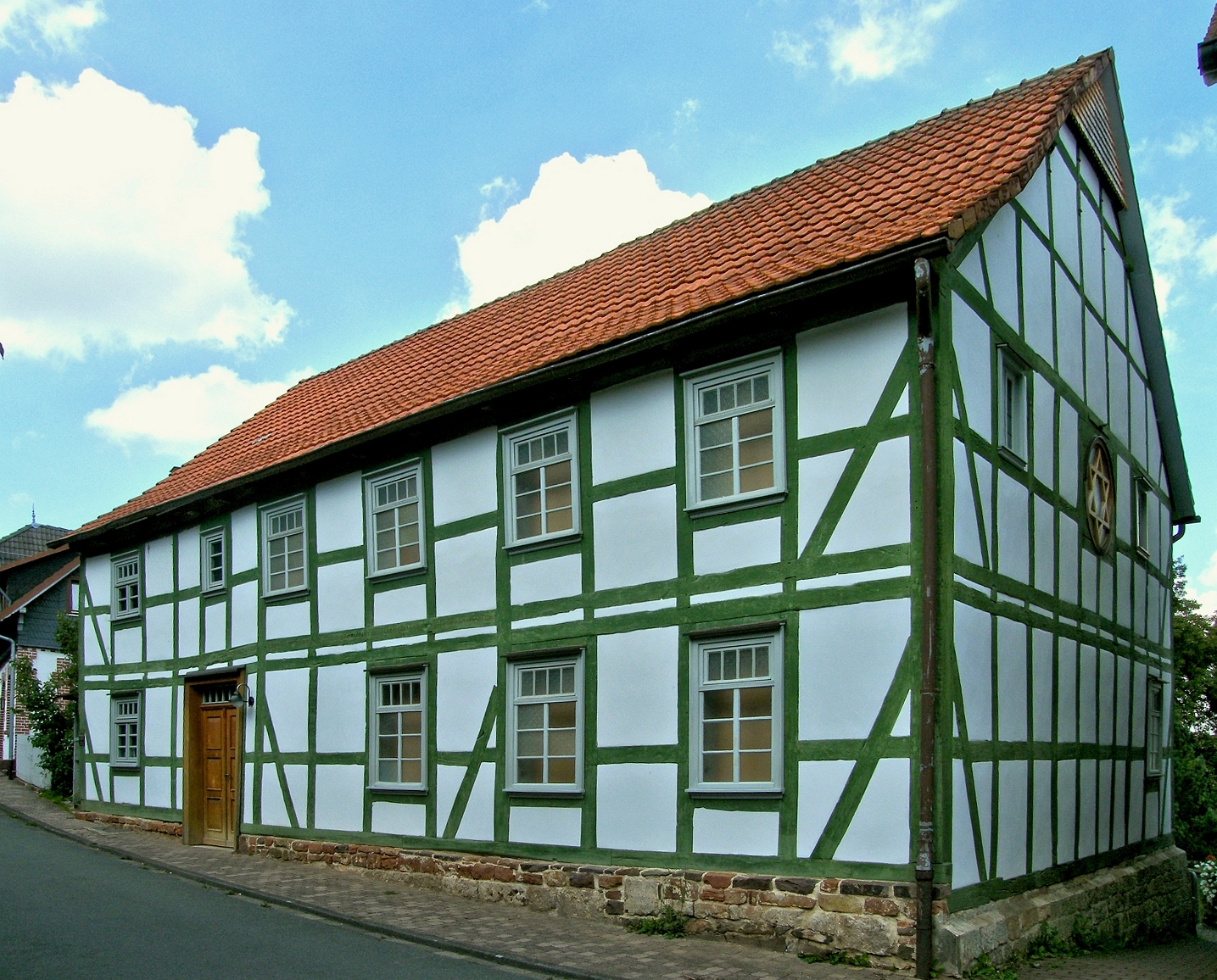
ehem. Synagoge

Die Synagoge wird erstmals 1827 erwähnt; vorhergehende Planungsaufzeichnungen sind bisher nicht aufgefunden worden. Das Gebäude wurde am 17. Juli 1827 fertiggestellt und diente zunächst nur als Schule. Zwei Jahre später, am 28. August 1829, fand die Weihe zur Synagoge statt. Dem schlichten Fachwerkbau sah man nicht unbedingt an, dass es sich um einen Sakralbau handelte, jedoch verkündete eine Balkeninschrift über dem Erdgeschoss:
„Im Jar 1827 den 17. Juli wurde diese Sinego durch Gottes Hülf und Macht durch den Schreinermeister Hillemann von Kirchlotheim und Heinrich Lai mit seinen Gesellen glücklich in Stant gebracht. Gott segne diesen Bau und alle, die gehen ein und aus“.

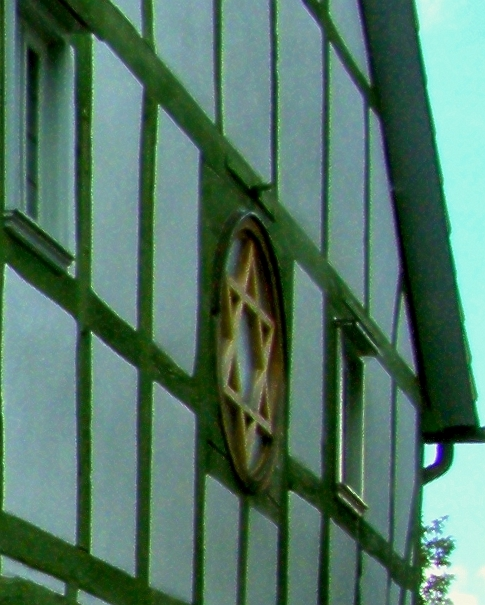
Davidstern in der Giebelwand

In der von der Straße aus kaum sichtbaren Firstwand befand sich ein rundes Fenster mit Davidstern, das auch heute wieder dort zu finden ist, und die undurchsichtigen Fenster deuteten ebenfalls auf die besondere Nutzung des Gebäudes hin.
Das Gebäude, in der Mittelgasse 9 (Lage), überstand die Jahre des Nationalsozialismus einigermaßen unbeschadet, wurde ab 2002 durch den örtlichen Förderkreis „Synagoge in Vöhl“ renoviert, und wird seit 2004 als Kultur- und Begegnungsstätte genutzt.

### Innenausstattung
Der Sakralraum enthielt eine rundum verlaufenden Empore, auf der die Frauen am Gottesdienst teilnahmen; sie waren offensichtlich durch ein rautenförmiges Gitter aus schmalen Holzlattenstreifen gegen Einblick geschützt (ein solches Gitter fand sich bei den Renovierungsarbeiten auf dem Dachboden). Die kuppelförmige Decke war hellblau und mit 297 goldenen Sternen und dem leuchtenden Mond im Zentrum bemalt. Von der Decke hing ein großer siebenarmiger Leuchter, der erst in den 1970er Jahren verkauft wurde.
An der Südostwand befand sich der Thoraschrein, mit dreieckigem Dach und einem neun-strahligen Strahlenkranz auf dunklem Hintergrund. Der Schrein selbst war weiß, mit einem weinroten Samtvorhang, auf dem die zwei Gesetzestafeln mit den Zehn Geboten aufgestickt waren. Der zwei- oder dreistufige Aufgang zum Thoraschrein war beidseitig mit einem hölzernen Geländer mit geschnitztem Weinrankenmotiv versehen sowie mit jeweils einem geschnitzten Unterarm als Kerzenhalter.
Von den übrigen Räumen des Gebäudes diente einer wohl als heizbare „Wintersynagoge“, die anderen als Wohnräume.

### Vorgeschichte
Wahrscheinlich wurden schon damals – wohl in einer Privatwohnung – jüdische Gottesdienste in Vöhl gefeiert. Mit dem stetigen Wachstum der Gemeinde baute man dann die Synagoge in der Mittelgasse.

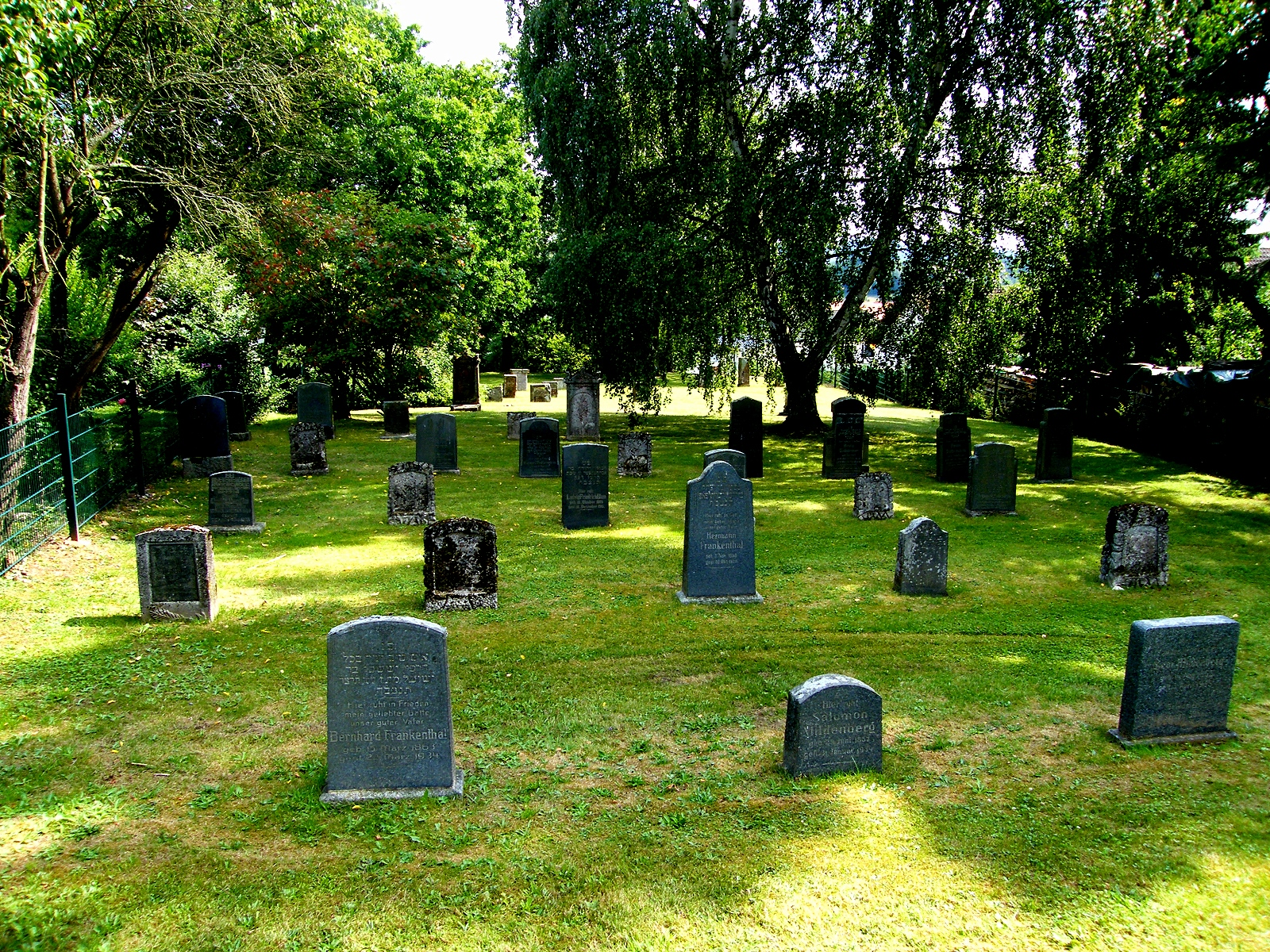
Jüdischer Friedhof Vöhl

## Jüdischer Friedhof
Bis 1830 wurden die Toten in Frankenau beigesetzt. Ab 1831 wurde ein Friedhof in Vöhl angelegt. Die letzte Beisetzung fand Anfang März 1940 statt. In der Zeit des Nationalsozialismus wurde der Friedhof bereits 1935 oder 1936 geschändet. 1941 schlossen die Behörden den Friedhof und die Grabsteine wurden abgeräumt; sie sollten für Baumaßnahmen verwendet werden. Erst nach Kriegsende, 1946, wurden 46 Grabsteine auf den Friedhof zurückgebracht. Der Friedhof hat eine Fläche von 13,54 ar und befindet sich im nördlichen Teil des Orts an der Straße „Herzingsgrube“. (Lage)
- Karte mit allen Koordinaten:
- OSM |
- WikiMap

## Ende der Gemeinde
Während im Jahre 1899 noch fast 100 jüdische Bürger in Vöhl lebten, ging ihre Zahl in den frühen 1930er Jahren schnell zurück. Schon 1931 waren es nur noch knapp 50. Viele waren rechtzeitig emigriert, aber mehr als 40 Personen wurden in Konzentrationslagern ermordet oder sind seit ihrer Zwangsdeportation vermisst. Bis 1942 lebten noch vier alte Frauen im Dorf; sie wurden dann deportiert und in verschiedenen Lagern umgebracht.
Die letzten jüdischen Bewohner des Synagogengebäudes emigrierten im März 1938 in die USA. Dem gerade noch rechtzeitigen „Verkauf“ und der unmittelbaren Nähe zu Nachbargebäuden verdankt die Synagoge wohl, dass sie die Novemberpogrome 1938 überstand. Die Dorfkinder machten Schießübungen auf den Leuchter, aber größerer Schaden wurde nicht angerichtet. Das runde Fenster mit dem Davidstern wurde zerstört und zugemauert. Die sakralen Gegenstände wurden vermutlich nach Kassel verbracht und dort zerstört.

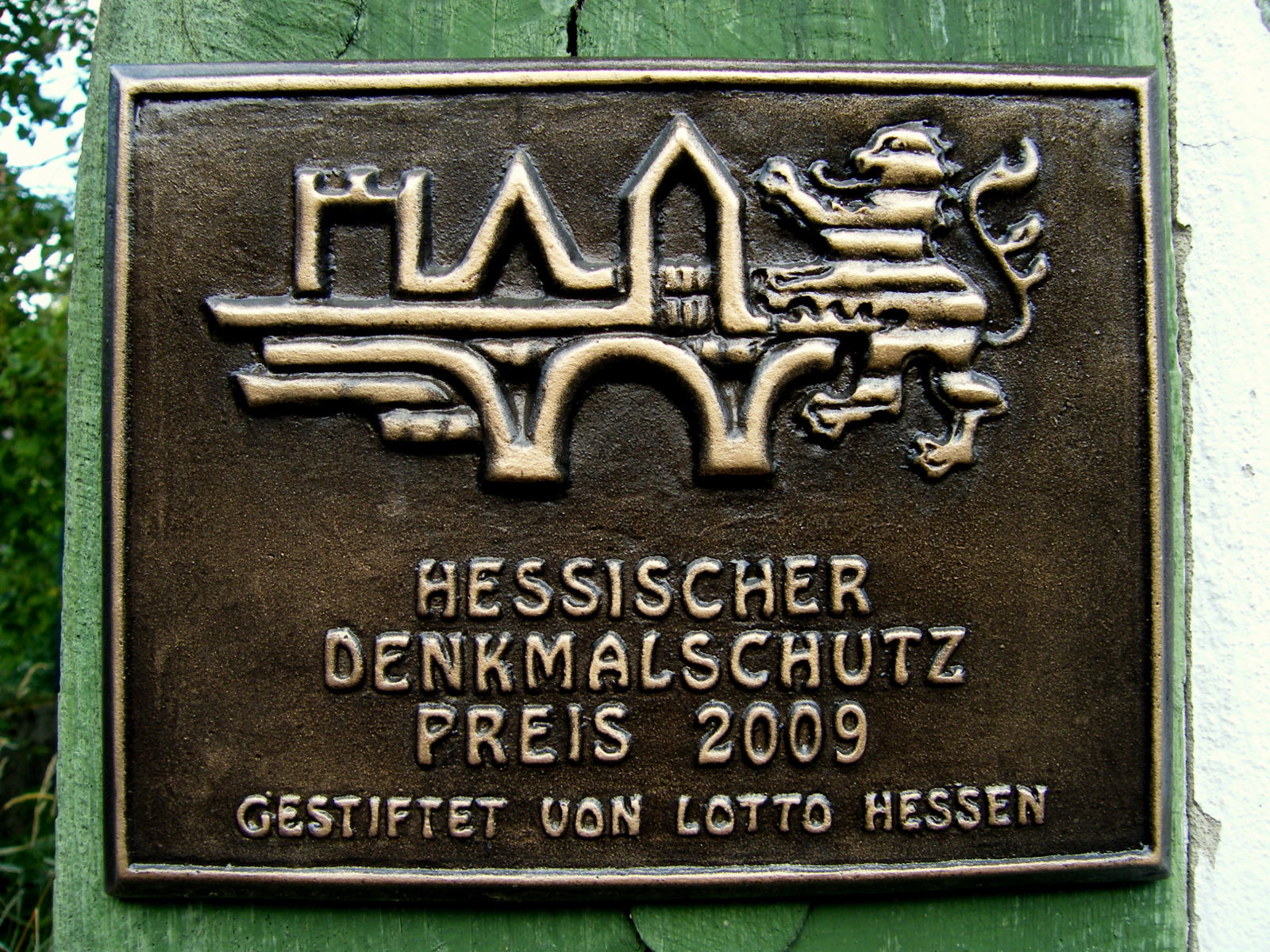
Denkmalschutzpreis 2009

## Spätere Nutzung
Von 1938 bis 1999 wurde der Bau als Wohnhaus genutzt. Der Sakralraum diente als Abstellraum, Wäschetrockenraum und Baustofflager, überstand aber die Jahrzehnte nahezu unverändert. Lediglich eine Toilette war in den 1970er Jahren hineingebaut worden, die im April 2002 entfernt wurde. Die letzte Bewohnerin starb 1999.

## Renovierung

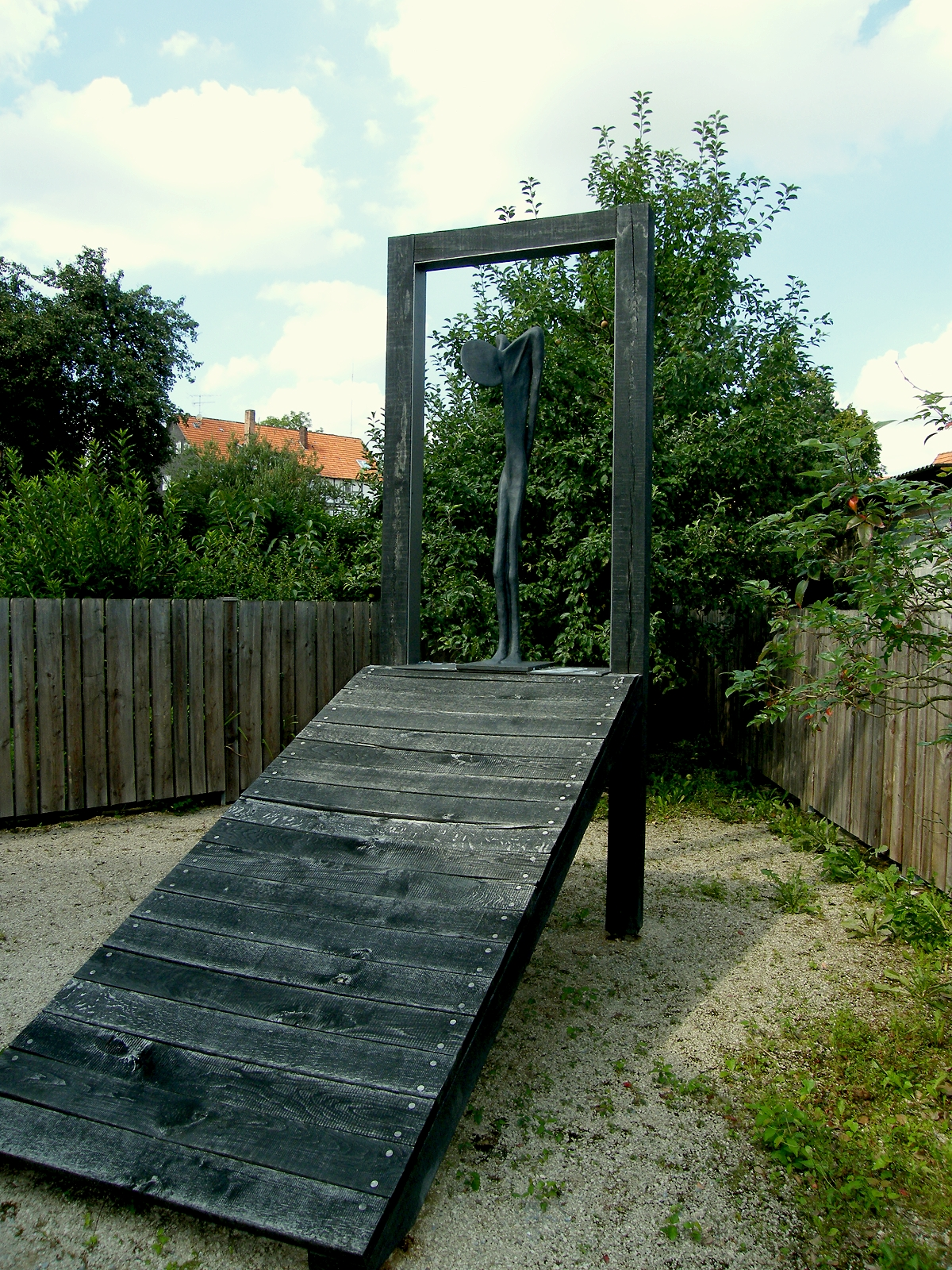
Mahnmal von Eva Renée Nele

Der am 9. November 1999 gegründete Förderkreis „Synagoge in Vöhl“ erwarb das Gebäude im Februar 2000, mit einer großzügigen Finanzspende der Gemeinde Vöhl, und begann mit den ersten Arbeiten zur Sicherung und Sanierung. Denkmalpflegerische Zielrichtung ist der Zustand um 1930, als letztmals renoviert wurde.
Das Dach wurde schon im Jahre 2000 repariert. 2002 wurden die West- und die Nordfassade, 2004 die Ostfassade erneuert. Im Synagogenteil wurden die alten Fenster aufwändig aufgearbeitet; das runde Fenster mit dem Davidstern wurde bereits im Januar 2001 erneuert. Der Wohnteil erhielt neue Fenster mit Isolierglas. Im Oktober 2004 wurde die Empore ausgesteift. Die Kuppel mit dem Deckenhimmel wurde von einem Restaurator ausgebessert. Ein neuer Deckenleuchter, entworfen von der Architektin und damaligen Vorsitzenden der Jüdischen Gemeinde Gießen, Thea Altaras (1924–2004), und angefertigt von Schmiedemeister Heinrich Figge aus Höringhausen, wurde am 9. November 2004 eingeweiht. Im Dezember 2004 wurde die nach historischem Vorbild neu gefertigte Eingangstür eingebaut. Die letzte Fassade wurde im Mai/Juni 2005 vollständig renoviert. Der Innenraum und der Sandsteinboden wurden 2005–2006 renoviert und mit einer Wand- und Fußbodenheizung versehen. Am 7. September 2007 wurde ein von Eva Renée Nele geschaffenes Mahnmal für die deportierten und ermordeten Opfer des Nationalsozialismus in Waldeck-Frankenberg eingeweiht.

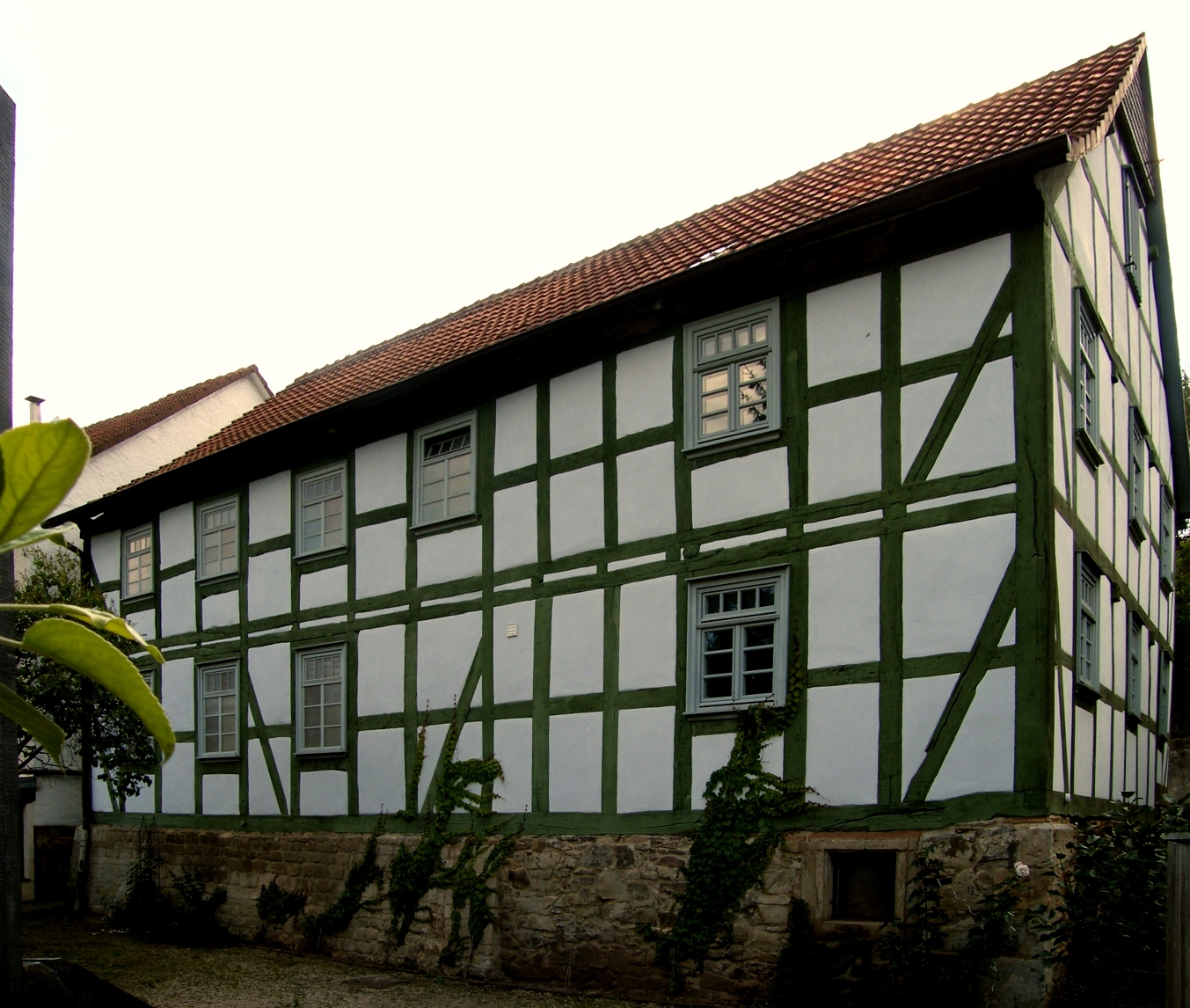
Rückseite der Synagoge

## Heutige Nutzung
Der Bau wird heute für Konzerte, Vorträge, Filmvorführungen, Gedenkfeiern usw. genutzt.